# David López Silva
David López Silva (Barcelona, España, 9 de octubre de 1989) es un futbolista español. Juega de centrocampista o defensa y su equipo es el Girona F. C. de la Primera División de España.

## Trayectoria

### Inicios
Su formación como futbolista la inició en clubes modestos como el Sant Cugat (1997-99), C. E. Mercantil (1999-05) y C. F. Damm (2005-07). En su último año como juvenil firmó por el R. C. D. Espanyol.

### R. C. D. Espanyol y periodo de cesiones
En la temporada 2008-09 jugó con el R. C. D. Espanyol "B" en Tercera División. A la temporada siguiente salió cedido al Terrassa F. C., ya en Segunda B. En el equipo egarense jugó 31 encuentros, en los que marcó dos goles. Para la temporada 2010-11 se incorporó al R. C. D. Espanyol, aunque continuó jugando habitualmente con el filial. El 26 de septiembre de 2010 debutó en Primera División en los minutos finales de un encuentro ante el C. A. Osasuna. Solo jugó dos partidos más con el primer equipo, ambos como suplente, por lo que salió cedido al C. D. Leganés en agosto de 2011. Un año más tarde fue cedido a la S. D. Huesca de la Segunda División para la temporada 2012-13.
El 16 de junio fue repescado por el R. C. D. Espanyol para jugar en su primer equipo, después de su buen rendimiento durante sus dos cesiones. Su primera campaña en la élite fue todo un éxito, ya que rápidamente se ganó un hueco en el once del técnico Javier Aguirre.

### S. S. C. Napoli
El 31 de agosto de 2014 fichó por el S. S. C. Napoli italiano, entrenado en ese momento por su compatriota Rafa Benítez. Su traspaso estuvo valorado en unos cinco millones de euros. Debutó con la camiseta azzurra en el partido de Liga Europa contra el A. C. Sparta Praga, el 18 de septiembre de 2014, ganado 3 a 1 por los napolitanos. Tres días más tarde se produjo su debut en la Serie A italiana, contra el Udinese Calcio en el estadio Friuli. El 22 de diciembre del mismo año logró el primer título en su carrera, la Supercopa de Italia, ante la Juventus de Turín. Su primer gol con el club napolitano fue, el 7 de mayo, ante el F. C. Dnipro en las semifinales de la Liga Europa. Dos semanas después logró su primer tanto en Serie A en una derrota por 3 a 1 ante la Juventus.
En su segunda campaña en el equipo italiano, con la llegada de Maurizio Sarri, perdió su condición de titular y pasó a tener un papel, principalmente, de revulsivo.

### R. C. D. Espanyol
Después de dos temporadas en el fútbol italiano regresó al club catalán, en agosto de 2016, que pagó alrededor de 4,5 millones de euros. El técnico del equipo catalán, Quique Sánchez Flores, decidió reconventirlo en defensa central. Se convirtió en un insustituible dentro del esquema defensivo del equipo barcelonés para todos sus técnicos. Sin embargo, el 2 de marzo de 2019 sufrió una grave lesión al romperse el ligamento cruzado anterior de la rodilla izquierda en el transcurso de un partido de Liga ante el Real Valladolid C. F.
Al término de la temporada 2021-22 puso fin a su segunda etapa en el club una vez expiró su contrato. Se marchó siendo capitán y habiendo jugado un total de 237 partidos con la camiseta blanquiazul.

### Girona F. C.
El 25 de julio de 2022 firmó con el Girona F. C. por dos años con opción a un tercero. Antes de acabar 2023 renovó hasta 2026 en una temporada en la que el equipo se clasificó para disputar la Liga de Campeones de la UEFA. El siguiente 2 de octubre, frente al Feyenoord, fue el autor del primer gol del club en la historia de dicha competición.

## Clubes
| Club                    | País   | Año       | Partidos (goles) |
| ----------------------- | ------ | --------- | ---------------- |
| R. C. D. Espanyol "B"   | España | 2008-2011 | 7 (1)            |
| Terrassa F. C. (cedido) | España | 2009-2010 | 31 (2)           |
| R. C. D. Espanyol       | España | 2010-2011 | 3 (0)            |
| C. D. Leganés (cedido)  | España | 2011-2012 | 32 (4)           |
| S. D. Huesca (cedido)   | España | 2012-2013 | 40 (3)           |
| R. C. D. Espanyol       | España | 2013-2014 | 38 (3)           |
| S. S. C. Napoli         | Italia | 2014-2016 | 79 (3)           |
| R. C. D. Espanyol       | España | 2016-2022 | 196 (9)          |
| Girona F. C.            | España | 2022-     | 80 (8)           |

1. ↑  Solo incluye partidos y goles en Copa Federación debido a la falta de información en las temporadas 2008-09 y 2010-11 de la Tercera División.

## Palmarés

### Títulos nacionales
| Título                     | Club              | País   | Año  |
| -------------------------- | ----------------- | ------ | ---- |
| Supercopa de Italia        | S. S. C. Napoli   | Italia | 2014 |
| Segunda División de España | R. C. D. Espanyol | España | 2021 |